# Кремљ
Кремљ (рус. кремль) је руски назив за централни део руских средњовековних утврђених градова. Често се означава и најпознатији од свих — московски, подигнут између 12. и 15. века.
Кабинет руског председника се налази у Московском кремљу. Током совјетске ере, седиште владе Совјетског Савеза се налазило у Кремљу, но данашње седиште руске владе се налази изван њега.
На попису Светске баштине налазе се:
- Московски кремљ
- Новгородски кремљ
- Казањски кремљ
- Суздаљски кремљ

## Московски кремљ
Московски кремљ има троугаону основу, а окружен је зидовима висине 12 m, дужине 2.200 m који су ојачани бројним високим кулама.
У Московском Кремљу се налазе многе грађевине: дворац Терем и Грановита палата, Успенска црква у којој су крунисани руски цареви, црква Светог Михаила, маузолеј царева и др.
Главни градитељи Кремља су дуго времена били италијански архитекти, а њима су се постепено придруживали и руски. Цео комплекс има типично руски карактер којим се одваја од свих сличних акропоља. Вековима је био центар руске државе. Данас су у њему најзначајније установе и органи врховне управе Русије. У палатама и црквама налази се велико уметничко благо. Под његовим зидинама на Црвеном тргу налази се Лењинов маузолеј.